# Inspire (ゲーム)
Inspire（インスパイア）は、日本のゲームメーカーであるモフモフが展開するアダルトゲームブランドである。現在の名義は「PHASE」。
過去に『femme fatale（ファム ファタール)』の無料配布を行っていた。

## 作品一覧

### Inspire
- 1998年7月10日 - 『quadrant クアドラント』
- 1998年11月27日 - 『Pretty Crisis プリティ・クライシス』
- 1999年10月1日 - 『days innocent』
- 2000年7月7日 - 『ambience』
- 2000年11月24日 - 『かえで通り』
- 2001年5月25日 - 『femme fatale（ファム ファタール)』
- 2001年10月26日 - 『Pretty Crisis 2nd（プリティ・クライシス 2nd）』
- 2006年12月17日 - 『対ノ日 -in the latter half of the 90’s-』
- 2006年12月22日 - 『エーデルヴァイス（Edelweiss）』
- 2008年3月17日 - 『Folklore -フォークロア-』

### PHASE
- 2009年6月19日 - 『プリンプリンしぇ～く！』
- 2009年6月23日 - 『審問 -examination-』
- 2009年6月24日 - 『立秋』
- 2009年10月11日 - 『あゆみ』
- 2015年5月2日 - PHASE（『プリンプリンしぇ～く！』・『審問』・『立秋』・『あゆみ』のセット）
- 2015年5月4日 - PHASE2（『対ノ日』・『Folklore』のセット）